# Funa Tonaki
Funa Tonaki (1º agosto 1995) è una judoka giapponese.

## Palmarès
- Giochi olimpici

Tokyo 2020: argento nei 48 kg.
- Mondiali

Budapest 2017: oro nei 48 kg.
Baku 2018: argento nei 48 kg.
Tokyo 2019: argento nei 48 kg.
- Campionati asiatici

Hong Kong 2017: bronzo nei 48 kg.
- Campionati mondiali juniores

Abu Dhabi 2015: oro nei 48 kg.
- Campionati asiatici juniores

Hanain 2013: oro nei 48 kg.
- Universiade

Taipei 2017: bronzo nei 48 kg.

### Vittorie nel circuito IJF
| Data             | Località        | Paese    | Categoria  |
| ---------------- | --------------- | -------- | ---------- |
| 20 novembre 2015 | Qingdao         | Cina     | Grand Prix |
| 16 luglio 2016   | Tjumen'         | Russia   | Grand Slam |
| 24 febbraio 2017 | Düsseldorf      | Germania | Grand Slam |
| 16 dicembre 2017 | San Pietroburgo | Russia   | Masters    |